# Lae
Lae je druhé největší město Papuy Nové Guineje. V roce 2000 mělo 78 038 obyvatel. Leží na severním pobřeží Papuy Nové Guineje v Huonově zálivu poblíž ústí řeky Markham. Je hlavním městem provincie Morobe a hlavním průmyslovým střediskem celé země.
V Lae začíná důležitá dopravní tepna zvaná Highlands Highway (Dálnice přes Vysočinu), což je dvouproudá silnice spojující hornaté vnitrozemské oblasti s pobřežím. Lae je rovněž největším nákladním přístavem v zemi a sídlem Technické univerzity Papuy Nové Guineje.

## Historie
Město bylo založeno během období zlaté horečky ve 20. a 30. letech 20. století. Stejně jako množství dalších měst na Nové Guineji vyrostlo kolem malého letiště. Náklad tehdy typicky připlul do Lae po moři a poté byl letecky přepraven k zlatonosným polím ve Wau.

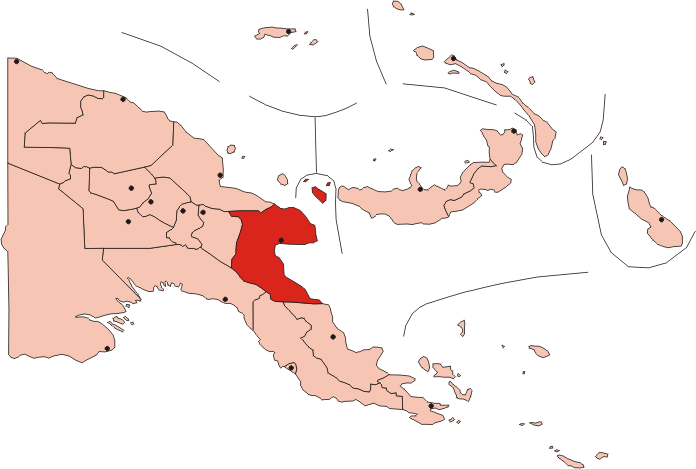
Poloha Lae v provincii Morobe (červeně)

V červenci 1937 se Lae dostalo do zpráv po celém světě, když odtud vzlétla slavná americká letkyně Amelia Earhartová na své cestě zpět do USA a od té doby ji již nikdo nespatřil.
Když v roce 1937 došlo k sopečné erupci v Rabaulu, bylo učiněno rozhodnutí přesunout hlavní město Teritoria Nová Guinea do Lae. Vzhledem k následnému vypuknutí druhé světové války se tak nestalo a v roce 1942 město obsadily japonské jednotky. Lae, Rabaul a Salamaua se staly hlavními japonskými základnami na Nové Guineji.
V polovině roku 1943, po porážkách na Kokodské stezce, u Buny a Gony a v bitvě o Wau, se Japonci museli stáhnout do Lae a Salamauy. 16. září, po mnoha týdnech těžkých bojů, padlo město Lae do spojeneckých rukou.
Po válce byl rozvoj Lae přímo spojený s rozvojem okolní vysočiny. Káva a čaj pěstované ve vnitrozemí byly rozváženy do světa z přístavu v Lae. Později byla vybudována silnice Highlands Highway. Během 80. a 90. let se s celosvětovým zvýšením zájmu o nerostné suroviny zvýšil i význam Lae jako dopravního centra.
V roce 1991 Lae hostilo Jihotichomořské hry.
Lae je v současnosti nechvalně známé svou vysokou mírou kriminality a nekvalitními silnicemi s velkým množstvím výmolů, pro které si město vysloužilo přezdívku „Město výmolů“ (Pothole City).

## Partnerská města
- Cairns, Austrálie – od roku 1984